# Jörg Schechner
Jörg Schechner, gelegentlich auch Jörg Schedner, Jörg Schechtner oder Georg Schachner genannt (* um 1500 in München; † Anfang Juli 1572 in Nürnberg), war ein Wollweber, Anhänger der reformatorischen Täuferbewegung sowie ein Nürnberger Meistersinger. Er verfasste innerhalb weniger Jahre mehr als 20 Lieder, „die das durchschnittliche Niveau der Gattung weit übertreffen“.

## Leben
Der Vater Jörg Schechners war ein wohlhabender Münchener Gschlachtgwandter (Wollweber) und Mitglied des äußeren Rates der Stadt München. Er trug denselben Vornamen wie sein Sohn, war verheiratet und Vater mehrerer Kinder, von denen nur ein weiteres, nämlich Arsatius Schechner, der jüngere Bruder Jörgs, namentlich bekannt ist. Die beiden Brüder erlernten nach ihrer Schulausbildung das väterliche Handwerk. Eine Notiz in den Nürnberger Ratsverlässen vom 26. Februar 1566 belegt für Jörg Schechner Latein- und Griechischkenntnisse, was wiederum Rückschlüsse auf die Qualität seiner Schulbildung zulässt. Nach seiner Lehre begab er sich auf Wanderschaft. Aus einem Brief Schechners ist zu erfahren, dass diese Reise ihn unter anderem nach Wittenberg führte und er dort Zeuge eines Kolloquiums zwischen Johannes Bugenhagen, Philipp Melanchthon und Thomas Münzer wurde.
Spätestens 1526 ist Schechners Rückkehr nach München anzusetzen. Belege dafür bieten die städtischen Steuerlisten, in denen sich für das genannte und die beiden nachfolgenden Jahre sein Name findet. Zu dieser Zeit hatte die Täuferbewegung, die Anfang 1525 in Zürich entstanden war und der sich Schechner 1527 anschloss, Oberbayern, das Herzogtum Schwaben und teilweise auch die fränkischen Gebiete bereits erreicht. Die Augsburger Täufergemeinde, gegründet im späten Frühjahr 1525, war für einige Jahre das Missionszentrum dieser Bewegung.

### Täufer
Auf welche Weise Schechner mit der Täuferbewegung in Berührung kam, lässt sich nicht ermitteln. Bekannt ist allerdings, dass in Münchner Vororten spätestens Anfang 1527 Täuferversammlungen stattfanden. Im Februar desselben Jahres hatte ein Aufsehen erregender Ketzerprozess gegen den aus Emmering stammenden Georg Wagner, einen ehemaligen römisch-katholischen Priester und späteren reformatorischen Prediger mit anabaptistischen Ansichten, stattgefunden. Wagner wurde zum Tode verurteilt und vor den Toren Münchens bei lebendigem Leibe verbrannt. Wenige Monate später kam der Deutschherren-Ritter und ehemalige katholische Priester Leonhard Dorfbrunner in die bayrische Metropole. Er war von der steyrischen Täufergemeinde, in der Hans Hut ihn zu Pfingsten 1527 getauft hatte, zum Evangelisten ausgesondert worden und hatte sich über Salzburg auf den Weg nach München gemacht. Dort taufte er mindestens vier Personen, darunter auch Jörg Schechner.
Dorfbrunners Aufenthalt in München kann nicht von langer Dauer gewesen sein, da bereits für den 20. August 1527 seine Teilnahme an der sogenannten Märtyrersynode in Augsburg dokumentiert ist. Ob Schechner in der Münchner Täufergemeinde ein besonderes Amt bekleidete, ist nicht bekannt. Als wahrscheinlich gilt aber, dass er in seiner Vaterstadt mehrfach die Gläubigentaufe spendete.
Am 15. November 1527 erließ Herzog Wilhelm IV.  ein Landgebot gegen die Täufer. Aufgrund dieses Mandates wurden in verschiedenen Städten Bayerns, darunter in München, Landsberg und Auerburg, zahlreiche Anhänger der Täuferbewegung inhaftiert und – sofern sie nicht widerriefen – auf qualvolle Weise hingerichtet. Am 6. Januar 1528 wurden in München 29 Täufer gefangen genommen. Das Geschichtbuch der Hutterischen Brüder berichtet, dass sechs Täufer verbrannt, drei enthauptet sowie drei Täuferinnen ertränkt worden sind. Unter den Gerichteten waren auch die Edelmänner Augustin Perwanger und sein Bruder Christoph. Jörg Schechner konnte den Verfolgungen entkommen.
Für Januar 1528 ist die Ankunft Schechners in Augsburg belegt. Er fand dort Arbeit bei einem Handwerker seiner Zunft und wurde Mitglied der Augsburger Täufergemeinde. Bereits am 22. März 1528 (Sonntag Laetare, Mittfasten) wählte man ihn zu einem der Gemeindevorsteher. „Er lehrte, hielt Versammlungen ab und taufte selbst wenigsten acht Personen.“ Anfang April desselben Jahres verließ er Augsburg aus unbekannten Gründen und entging damit einer Verhaftungswelle, bei der wenige Tage später 88 Täufer im Hause der Susanna Daucher in Eisen gelegt und peinlichen Verhören unterzogen wurden. Zu Pfingsten 1528 wirkte Schechner unbehelligt in Rothenburg ob der Tauber, kehrte aber im August für kurze Zeit nach Augsburg zurück und erlebte hier das Ende der Augsburger Täufergemeinde.

### Schwenckfeldianer
Schechner zog mit einem anderen Täufer nach Straßburg, wo er nach Mai 1529 den aus Niederschlesien stammenden Spiritualisten Kaspar Schwenckfeld kennenlernte, sich der von ihm ins Leben gerufenen Bewegung anschloss und alsbald dem engen Kreis der Vertrauten Kaspar Schwenckfelds angehörte. Zu anderen Täufern, die in Straßburg ebenfalls Asyl gefunden hatten, nahm er keinen Kontakt auf. Sein Weggang von Augsburg war wohl auch sein Abschied von der Täuferbewegung. In einem späteren Brief schrieb er von „greußlichen Irthumb“, die er in seiner Zeit als Täufer von den führenden Personen dieser Bewegung, mit denen er „geessen und trunckhen“ habe, vernommen hätte.  Mit Schwenckfeld blieb Schechner auch über seinen Straßburger Aufenthalt hinaus verbunden, was unter anderem zahlreiche Korrespondenzen bezeugen. Nachdem Schechner spätestens im Herbst 1530 in Nürnberg ansässig geworden war, versuchte er noch 1543 zwischen Luther und Schwenckfeld zu vermitteln, indem er dem Wittenberger Reformator ein mit mehreren Anhängen versehenes Schreiben Schwenckfelds übersandte.

### Meistersinger
Im Sommer 1530 verzog Schechner von Straßburg nach Nürnberg. Nicht lange nach seiner Ankunft in der fränkischen Metropole muss er beim Rat der Stadt einen Antrag auf Einbürgerung gestellt haben, denn am 14. Oktober 1530 erscheint sein Name zum ersten Mal in den sogenannten Verlässen der Nürnberger Rates. Dort wird der Antrag Schechners zur Kenntnis genommen und mit der Bedingung, „soverr er der widertauf widersagt“, zur Annahme empfohlen.

## Taufsukzession
Die Linie der Taufsukzession geht bei Jörg Schechner über Leonhard Dorfbrunner (Sommer 1527), Hans Hut (Pfingsten 1526) auf Hans Denck (Frühjahr 1526) zurück. Die frühere Annahme, dass Denck von Balthasar Hubmaier (Ostern 1525) getauft wurde, ist inzwischen umstritten. Die in Klammern gesetzten Daten bezeichnen das jeweilige Taufdatum. Belege zu den angegebenen Daten finden sich in den einzelnen Biographieartikeln.

## Familie
Jörg Schechner war zweimal verheiratet. Die erste Ehe, aus der mindestens zwei Töchter hervorgingen, schloss er 1526 in München. Der Vorname der Ehefrau, die im November 1559 in Nürnberg verstarb, war Anna; ihr Geburtsname ist nicht bekannt. Am 11. Mai 1563 heiratete er die erheblich jüngere Susanna Lederer. Sie stammte aus Füssen. Aus dieser Verbindung gingen mehrere Kinder hervor. Nach den Eintragungen im Kirchbuch der Nürnberger Pfarrei St. Lorenz waren es vier Töchter und ein Sohn.
Eine aus erster Ehe stammende Tochter namens Veronika war mit Lienhard Nürnberger, einem Nürnberger Rotschmied und Glaubensgenossen Schechners, verheiratet.
Schechners Bruder Arsatius zog im Juni 1568 von München nach Nürnberg. Dieser Umzug geschah nicht primär aus familiären Gründen. Die Ratsverlässe bezeichnen ihn als einen „des wort gottes halben“ Vertriebenen und empfehlen, dem Tuchfärber das Nürnberger Bürgerrecht zu gewähren.

## Werk (Auswahl)
Neben mehreren Briefen an Caspar Schwenckfeld und Eingaben an den Nürnberger Rat war Jörg Schechner auch Verfasser von zwei Bekenntnisschriften, die aber verschollen sind. Ansonsten liegen von ihm eine Melodie (genannt Meisterton) und die 22 zum Teil anonym editierten Lieder vor, die in folgender Tabelle aufgeführt werden.

### Lieder
| Nr. | Liedüberschrift                                                | 1. Liedzeile                                                              | Biblischer Bezug | Fundorte und Signatur (Auswahl)                                                                        | Bemerkung |
| --- | -------------------------------------------------------------- | ------------------------------------------------------------------------- | ---------------- | --- | --- |
| 01  | Inn der korweis Munchs von Saltzpurg. Ein pschluss auff Ostern | Colosenes am dritten clar                                                 | Kolosser 3,1-5   | Staatsbibliothek zu Berlin Mgf 23,125v-127r                                                            | Ein Osterlied. Schwenckfelds spiritualistische Auffassung vom Erlösungswerk Christi klingt an. |
| 02  | Inn des Romers gsangweys. Der 55 psalm                         | Dauid am funffundfunffzigisten singen dut                                 | Psalm 55         | Staatsbibliothek zu Berlin Mgf 23, 127r-128r Universitätsbibliothek Augsburg UB III.3.2° 13, 176v-178v | Nachdichtung des Psalms 55 |
| 03  | In der Zugweis Fritz Zorns. Das mangnificat                    | Inn dem ersten Lucas lobsame                                              | Lukas 1,39–56    | Staatsbibliothek zu Berlin Mgf 23,60r–61r                                                              | Lyrische Nacherzählung der neutestamentlichen Geschichte von der Begegnung zwischen Maria und Elisabeth                                                                                                 |
| 04  | In des Nachtigals starcken thon. Die verheissung des gaists    | Am vierzehenden clare / Johannes der ewangelist / saget wie Christus ware | Johannes 14      | Staatsbibliothek zu Berlin Mgq 410/3, 70r–72r                                                          | Verheißung des Heiligen Geistes, Warnung an die Gottlosen |
| 05  | In der raising freudweis Jörg Schechners sein Gedicht          | Das / sibentzehen capittel in Exodus uns melte                            | 2. Mose 17       | Universitätsbibliothek Augsburg UB III.3.2° 13, 181r–183r                                              | Besungen wird der Kampf Josuas gegen Amalek. Für Schechner steht er symbolisch für den Kampf des Geistes gegen die Anfechtungen des Glaubens.                                                           |
| 06  | Inn dem vnbekannten thon. Ein 7 par der esel                   | Am neunzehenden clare Lucas beschreiben ware den text furpas:             | Lukas 19,28–44   | Staatsbibliothek zu Berlin Mgf 23, 128r–131v                                                           | Beschrieben wird der Einzug Jesu in Jerusalem. Im Zentrum des Liedes steht der Esel, auf dem Jesus reitet. Die Eigenschaften des Tieres werden symbolisch als Kennzeichen wahren Christentums gedeutet. |

### Meisterton: Raising Freudweis
Die von Schechner komponierte Melodie Reisige Freudweis fand bei späteren Nürnberger Meistersingern häufig Verwendung. Zu nennen ist in diesem Zusammenhang vor allem Hans Sachs, bei dem allein elf Meisterlieder diesem in der Konstruktion etwas „schwerfälligen“ Ton folgen. Auch Hans Weber, Benedikt von Watt, Hans Deising, Hans Lang und andere mehr benutzten ihn.